# Tide-Este
Die Tide-Este ist ein Naturschutzgebiet in der niedersächsischen Hansestadt Buxtehude im Landkreis Stade.

## Allgemeines
Das Naturschutzgebiet mit dem Kennzeichen NSG LÜ 341 ist rund 22 Hektar groß. Es beinhaltet das rund 7 Hektar große FFH-Gebiet „Este-Unterlauf“. Das Gebiet steht seit dem 14. Dezember 2018 unter Naturschutz. Zuständige untere Naturschutzbehörde ist der Landkreis Stade.

## Beschreibung
Das Naturschutzgebiet liegt nördlich von Buxtehude im Alten Land. Es stellt einen Abschnitt des bedeichten Unterlaufs der Este unter Schutz. Das Schutzgebiet umfasst den Flusslauf der Este und den vor der Deichlinie liegenden Teil der Flussniederung zwischen dem Buxtehuder Hafenbereich und der Gemeindegrenze zu Jork. Der in dem Naturschutzgebiet liegende Niederungsbereich der Este wird überwiegend von ausgedehnten Schilfröhrichten eingenommen, die von Prielen durchzogen sind. Nur ein kleiner Bereich innerhalb des Naturschutzgebietes wird als Grünland genutzt. Entlang der tidebeeinflussten Este sind Wattflächen ausgebildet.
Das Gebiet ist ein bedeutender Lebensraum für verschiedene aquatische Lebensgemeinschaften. Die Röhrichtzonen sind insbesondere auch Lebensraum verschiedener Insekten und röhrichtbewohnender Vogelarten. Die Este ist Lebensraum von Fluss- und Meerneunauge. Sie dient weiterhin dem Fischotter als Lebensraum und Wanderkorridor. Darüber hinaus hat das Schutzgebiet eine hohe Bedeutung als Trittsteinbiotop für wandernde Fischarten sowie die hier vorkommenden Neunaugen. 
Bei Buxtehude-Neuland wird das Naturschutzgebiet von der Brücke der Bundesautobahn 26 über die Este gequert.